# Bart de Vrind
Bart de Vrind (Amsterdam, 1942) is een Nederlandse circusdirecteur.
Als zesjarige jongen werd hij betoverd door de magische uitstraling van het toenmalige Circus Frans Mikkenie. Na een jeugd vol verzamelwoede en bezoeken aan binnen- en buitenlandse circussen en het oprichten van een eigen maandblad “Circusflitsen” startte De Vrind zijn circusloopbaan in 1964 als perschef bij Circus Tony Boltini. Na verschillende functies als administrateur, kassier en speaker uitgeoefend te hebben, vertrok hij in 1968 naar het Franse Cirque Rancy waar hij als speaker, inkoper, kassier en personeelschef bleef tot eind 1972. Terug in Nederland was hij reclamechef en toerleider bij het Circus Renz van Arnold van der Vegt in 1973 en 1974. 
In 1975 begon hij samen met zijn toenmalige vrouw Leona de Vrind (geboortenaam Leona van der Hulst, later gescheiden) hun eigen Circus Charivari en bezocht dat seizoen 150 steden. Ondertussen breidde het circus zich beetje voor beetje uit en in maart 1979 werd de nieuwe blauwe tent van 20 x 30 meter in gebruik genomen. November 1979 kreeg Bart een zwaar auto-ongeval waardoor de tournee in 1980 met grote problemen verliep. Men besloot om te stoppen met het circus. Het materiaal werd verkocht. In 1981 werkte De Vrind als reclamechef bij Mariska en kon hij in 1982 als speaker en tourneeleider beginnen bij de Traber Show met tournees door België, Duitsland en Frankrijk. Op verzoek van Nol Renz kwam hij terug naar Nederland en verzorgde de tournee en pers voor het Circus Renz in 1986 en 1987. Eind dat jaar begon het bij Bart te kriebelen en startte met zijn nieuwe gezin Circus Bavaria. De eerste voorstelling was in Goirle in maart 1988. Tot 1995 werden de programma’s bijna helemaal gevuld door de kinderen van de heer en mevrouw De Vrind. In 2011 is men begonnen aan het 25e toerjaar. Tegenwoordig maakt men alleen nog maar korte tournees door Vlaanderen (België) en verzorgt men uitkopen.